# Oedignatha shillongensis
Oedignatha shillongensis är en spindelart som beskrevs av Biswas och Majumder 1995. Oedignatha shillongensis ingår i släktet Oedignatha och familjen flinkspindlar. Inga underarter finns listade i Catalogue of Life.